# V351 Весов
V351 Весов (лат. V351 Librae) — двойная затменная переменная звезда типа W Большой Медведицы (EW) в созвездии Весов на расстоянии приблизительно 1402 световых лет (около 430 парсеков) от Солнца. Видимая звёздная величина звезды — от +14,1m до +13,4m. Орбитальный период — около 0,3497 суток (8,3937 часов).